# Fase Pisgah
La fase Pisgah (1000 a 1450/1500 EC) és una fase arqueològica de la cultura mississipiana dels Apalatxes del Sud (una variant regional de la cultura del Mississipi) a parts del nord-est de Tennessee, oest de Carolina del Nord i nord-oest de Carolina del Sud.

## Localització
La fase cobria una regió de 36.000 km² al sud de la província geològica dels Apalatxes del Sud. Als marges de la regió durant una fase anterior, els jaciments van ser ocupats per períodes més curts, amb l'interior dels llocs de la regió ocupats durant tota la fase. Entre 1000 i 1250 EC la regió del nord-est de Tennessee, Carolina del Nord occidental i el nord-oest de Carolina del Sud foren un desenvolupament subregional de la població del Període Silvícola local que incorporà característiques de la cultura mississipiana principal. Els pobles variaven del voltant d'un quart d'acre a 6 acres (24.000 m²) amb una complexitat i patró cultural no comparable en grandària a la del Mississipi del sud i oest. Tanmateix, la influència del patró cultural mississipià va anar tant al nord fins al comtat de Lee (Virgínia), i al sud al comtat d'Oconee (Carolina del Sud). La cultura pee dee expressa trets culturals Pisgah.

## Mode de vida
Els pobles de la fase Pisgah, com altres pobles de la cultura del Mississipi, consumien una varietat menjar animals i vegetals. Caçaven a les terres altes boscoses cérvol de Virgínia, ossos i galls dindi. Però a diferència de llurs predecessors a la regió també depenien fortament de l'agricultura del blat de moro, de manera que la meitat del seu menjar deriva de l'agricultura. Les terres baixes riques prop dels seus llogarets van ser plantades amb molts aliments bàsics de l'agricultura indígena, incloent les Tres Germanes (blat de moro, fresol i carabassa) i plantes locals com l'Iva annua.

### Arquitectura
Els jaciments de la Fase Pisgah oscil·len de granges individuals fins a grans llogarets nucleats amb monticle de plataforma i palissada, generalment amb els jaciments més petits agrupats al voltant dels centres de monticles més grans. Es troben invariablement dins de les planes inundades; les excepcions són campaments de caça temporals. La majoria dels jaciments són a la zona oriental i central de la cimera dels Apalatxes, al voltant de les conques d'Asheville, Pigeon i Hendersonville. Alguns jaciments de la Fase Pisgah, com el de Garden Creek Mound, han estat trobats sent cases de terra durant les primeres fases de llur ocupació. A vegades aquestes cases de terra han est col·lapsades o destruïdes, i s'hi ha construït un monticle de plataforma sobre elles. Això és interpretat pels arqueòlegs com un canvi en l'organització sociopolítica i la jerarquia de la comunitat. Es creu que les cases de terra van ser utilitzades com a cases de consell igualitàries i que la superposició de monticles de subestructura per temples, residències de caps i estructures mortuòries va marcar un canvi cap a una societat més estratificada amb elits hereditàries.
Les cases de la Fase Pisgah tenien uns 6,1 metres i tendien a ser rectangulars. Les parets eren de construcció d'un pal únic amb bahareque com a material d'acabat. Les estructures tenien pals de suport i particions interiors. Les rases es van cavar per una porta d'entrada, amb files d'arbres joves en forma d'arc sobre elles i cobert de palla i fang per un túnel com a efecte. Les plantes tenien una llar elevada al centre. Al voltant de les cases dins la palissada hi havia enterraments comunals, fogons i dipòsits d'argila utilitzats com a pous d'emmagatzematge i alguns com a pous de foc. Hi ha evidència d'estructures més petites prop de les cases que es creu que eren per a emmagatzemar blat de moro i cases de suor. Una gran casa del consell afrontava les cases que envoltaven el centre de la plaza davant de l'entrada del poble. Les palissades tenien entrades i sortides.

### Enterraments
Hi ha tres tipus d'enterraments associats a la Fase Pisgah. Hi ha pous de càmera de costat, pous de cambra central i fosses simples. Els adults i nadons d'alt rang eren col·locats dins de la ubicació de la cambra de costat en una posició flexionada solta amb el cap cap a l'oest. Als enterraments s'han trobat cranis adults que mostren deformació craniana artificial. Les tombes d'adults també tenien passadors d'oïda de petxina, sonalls de closca de tortuga, i ossos d'animals perforats. Ens els objectes de nadons hi ha comptes de petxina calumella, arracades de petxina i petxines de Marginella perforades. En certes tombes d'alguns jaciments que mostren un rang social hi ha artefactes de pedra, fang, os, petxina i fusta.

### Ceràmica
Mentre que William Henry Holmes de la Smithsonian Institution va identificar per primer cop la terrissa Pisgah en 1884, Patricia Holden fou la primera a publicar una anàlisi detallada de la terrissa Pisgah en 1966. La ceràmica de Fase Pisgah Phase, a diferència de la gran majoria de la ceràmica de la cultura del Mississipi, utilitza la sorra com a agent de temperat en lloc de petxines de musclos de terra. La ceràmica es caracteritza per una decoració força elaborada. Els dissenys són similars a la ceràmica dels iroquesos del nord. Els elaborats dissenys estampats són com els trobats a Etowah a la regió del Piedmont i a l'illa Hiwassee de la província Ridge and Valley. Aquest estampat es converteix en un estil minoritari i alguns tenen motius rectilinis, alguns curvilinis cap al final de la fase. En la seva major part, aquests es van fer més comuns en la conques Blue Ridge de l'oest de Carolina del Nord i el nord-oest de Carolina del Sud després de 1250 EC. La terrissa de la següent Fase Qualla es pensa que és el resultat de la fusió dels estils de les fases Lamar i Pisgah al voltant del 1450 EC.

## Posició cronològica
la fase Pisgah és una part de l'Arqueologia de la Cimera del sud dels Apalatxes que inclou la següent cronologia:
- Període arcaic, ca. 7500–4300 AEC
- fase Morrow Mountain, ca. 4300–2500 AEC
- fase Savannah River, ca. 2500–750 AEC
- fase Swannanoa, ca. 750~150 AEC
- fase Pigeon, ca. 200 AEC–100 EC
- fase Connestee, 150–1000 EC
- Fase Pisgah, 1000-1500 EC
- fase Qualla, ca. 1500 EC–1850 EC

## Jaciments
La majoria dels jaciments Pisgah es troben al llarg dels rius Catawba, French Broad, Hiwassee, Little Tennessee i Pigeon de Carolina del Nord. Entre els jaciments específics hi ha :
- Asheville[8]
- Blair Mound, vora Winnsboro (Carolina del Sud)
- Brunk Site, comtat de Buncombe (Carolina del Nord)[8]
- Garden Creek Mound (31HW1),[8]
- Hendersonville[8]
- Jaciment McDowell (31MC41), al comtat de McDowell (Carolina del Nord)[18]
- Pigeon[8]
- Jaciment Ward, comtat de Watauga (Carolina del Nord)[19]
- Jaciment Warren Wilson,[8] a l'est d'Asheville